# Centaurea uysalii
Centaurea uysalii (волошка Уйсала) — вид рослин роду волошка (Centaurea), з родини айстрових (Asteraceae). Вид присвячений професору доктору Туні Уйсалу (англ. Tuna Uysal), який є турецьким систематиком, особливо зацікавленим у роді Centaurea.

## Біоморфологічна характеристика
Це багаторічна трава заввишки 12–20 см, корінь веретеноподібний і столон присутній. Стебло прямовисно-висхідне або, рідко, лежаче, густо-сіро запушене, циліндричне, верхня частина стебла зазвичай розгалужена, 1–3 мм у діаметрі біля основи. Листки гетероморфні, густо-сіро запушені; базальні й серединні стеблові листки подібні, цілісні або ліроподібні, ланцетні; верхні стеблові листки сидячі, цілісні, ланцетоподібні з помітними жилками; серединні стеблові листки 2.5–4 × 0.2–0.9 см; базальні листки свіжі на час цвітіння, 3.5–7.5 × 0.4–1.2 см; листя розетки, як правило, перисторозділені з 1–5 парами бічних сегментів, 5–13 × 0.9–3.2 см. Квіткові голови поодинокі, на кінці гілок. Квіточки чорнувато-фіолетові або жовтувато-білі, крайові стерильні, центральні двостатеві. Сім'янки 3.6–3.9 × 1.6–1.9 мм, яйцювато-довгасті. Папус коричневий або кремово-коричневий, подвійний, зовнішні завдовжки 1.2–1.4 мм; внутрішні 0.6–0.7 мм завдовжки.

## Середовище проживання
Centaurea uysalii є місцевим ендемічним видом і відомий лише з типової місцевості. Вид рідко трапляється в полі. Випас худоби загрожує знищення населення в цьому районі, якщо не будуть вжиті заходи захисту. Centaurea uysalii росте в Чакирдаґі в провінції Караман, на висотах 1270–1390 метрів у скелястих районах.